# Чобан, Сергей Энверович
Серге́й Энве́рович Чо́бан (род. 9 октября 1962, Ленинград) — российский и немецкий архитектор российского происхождения, работающий в различных городах Европы и России. Член Союза немецких архитекторов (BDA), обладатель архитектурных премий и участник различных архитектурных выставок. По разработанному им совместно с Питером Швегером проекту в деловом центре «Москва-Сити» возведено самое высокое здание Европы — комплекс «Федерация» (ныне второе, после «Лахта-Центра» в Санкт-Петербурге).

## Биография
Родился в семье научных работников. Отец, Энвер Абдурахманович Чобан, — физик-теоретик, был профессором Политехнического института; мать, Ирина Соломоновна Чобан, работала там же инженером по турбинам; дед, Соломон Абрамович Кантор, также был профессором Политехнического института.
В 1973—1980 годах учился в средней художественной школе имени Б. Иогансона, в 1980—1986 годах — на архитектурном факультете Ленинградского института живописи, скульптуры и архитектуры имени И. Е. Репина (мастерская профессоров С. Б. Сперанского и В. С. Волонсевича). С 1986 г. работал в архитектурной мастерской В. Б. Фабрицкого, с 1989 года начал работать в Ленинграде как самостоятельный архитектор.
В 1991 году переехал в Германию, где с 1992 работал в гамбургском архитектурном бюро Nietz · Prasch · Sigl и вскоре получил немецкое гражданство. В 1995 году стал руководящим партнёром бюро, получившем название nps tchoban voss, и возглавил его берлинский офис, после чего начал активно участвовать в застройке Берлина: по его проектам реализованы такие постройки, как кинотеатр «Кубикс», галерея «Арндт», комплексы «ДомАкваре» и «Кронпринценкаре», синагога на Мюнстерше штрассе, отель Nhow и здание штаб-квартиры компании Coca-Cola в Восточной гавани, а также здание Музея архитектурного рисунка (совместно с Сергеем Кузнецовым), в основе которого лежит его собственная коллекция.
В 2003 году открыл в Москве архитектурное бюро «Чобан и партнеры», в 2006 году путем слияния с бюро «С. П. Проект» вместе с Сергеем Кузнецовым создал архитектурное объединение SPEECH и стал его руководящим партнёром. В 2008 году учредил одноимённый архитектурный журнал speech:.
Дважды был куратором российского павильона на Архитектурной Биеннале в Венеции: в 2010 году реализовал в рамках этой выставки проект «Фабрика Россия», в 2012 году — проект i-city/i-land. Купол из QR-кодов получил первую для России награду на Архитектурной биеннале — специальное упоминание жюри, возглавляемого в тот год архитектором Дэвидом Чипперфилдом. В 2015 году спроектировал павильон России на Всемирной выставке ЭКСПО в Милане. В 2017 году совместно с историком архитектуры Владимиром Седовым опубликовал книгу «30:70. Архитектура как баланс сил» (издательство «НЛО»). В 2018 году был удостоен Золотой медали Афинского архитектурного клуба и стал лауреатом European Prize for Architecture 2018.
С 2011 по 2021 годы— член градостроительного совета фонда «Сколково».
Был женат с 2004 до 2020 года на Чобан Светлане Викторовне(1980-2024), есть сын Чобан Алексей Сергеевич (2005-)
В 2018 году стал лауреатом Международного культурного фестиваля «Русский Рим», который проходил в Риме в Палаццо Поли и премии European Prize for Architecture.

## Основные постройки и проекты

### Германия
По проектам архитектора реализованы торговые, жилые и офисные здания в Берлине и других городах Германии, в том числе в Дюссельдорфе, Потсдаме, Вольфсбурге и Штутгарте.
Берлин
- 1999 — галерея Арндт
- 2001 —Alfred Döblin Haus, кинотеатр «Кубикс», Александерплац (был отмечен германским призом за лучшее интерьерное решение).
- 2002 — бизнес-центр на Штутгарт-плац; реконструкция офиса на Курфюрстендамм, 42; Art-Port; офис на Нофалисштрассе, 12
- 2003 — офисное здание на Вильмерсдорферштрассе, 121
- 2004 — офисно-жилые комплексы «Кронпринценкарре» на Райнхардштрассе и Athenaeum; комплекс «ДомАкваре» (здание отеля «Рэдиссон САС», жилое и офисное здание в Городской Четверти; был отмечен германским призом за работу с натуральным камнем)
- 2005 — SXF, площадь перед аэропортом Шёнефельд
- 2006 — реконструкция памятника архитектуры XX века «Беролина-хаус», Александерплац
- 2007 — Еврейский культурный центр и синагога Хабад Любавич на Мюнстершештрассе
- 2010 — многофункциональный комплекс Hamburger Hof
- 2011 — отель NHow
- 2013 — штаб-квартира компании Coca-Cola
- 2013 — Музей архитектурного рисунка[5]
- 2014 — многофункциональный комплекс Mall of Berlin на Лейпцигской площади
- 2015 — жилой комплекс Living Levels в Восточной гавани
- 2016 — Отель Titanic Chausseestraße
- 2016 — жилой комплекс на Ackerstraße 29
- 2017 — офисный комплекс Tuchfabrik
- 2017 — реконструкция Европейской школы менеджмента ESMT
- 2018 — Отель Meininger at Postbahnhof
- 2018 — Жилой комплекс Kronprinzengärten
- 2021 - Жилой комплекс «Schönegarten”

Дюссельдорф
- 2006 — штаб-квартира компании C&A
- 2009 — штаб-квартира компании E-plus, г. Дюссельдорф

### Россия
Начиная с 2003 года Сергей Чобан работает в Российской Федерации.
- 2003 — победа в конкурсе на проект комплекса «Федерация» в составе ММДЦ «Москва-Сити», г. Москва. Совместно с немецким инженером, профессором Питером Швегером.
- 2006 — офисный центр «Лангензипен», г. Санкт-Петербург
- 2007 — бизнес-центр «Дом Бенуа», г. Санкт-Петербург
- 2008 — жилой комплекс «Дом у моря», г. Санкт-Петербург (совместно с мастерской «Евгений Герасимов и партнеры»)
- 2010 — жилой комплекс «Грюнвальд», пос. Заречье, Подмосковье
- 2011 — офисное здание на Ленинском проспекте, г. Москва
- 2011 — жилой дом «Гранатный, 6», г. Москва
- 2011 — Дворец водных видов спорта к Универсиаде-2013 в г. Казань
- 2011 — многофункциональный деловой комплекс с головным офисом ПАО «Банк Санкт-Петербург», г. Санкт-Петербург (совместно с мастерской «Евгений Герасимов и партнёры»)
- 2012 — многофункциональный комплекс «Аквамарин» на Озерковской набережной, г. Москва
- 2012 — бизнес-центр класса А «Пять морей», г. Ростов-на-Дону
- 2013 — офисный комплекс «Времена года», г. Санкт-Петербург
- 2014 — Микрогород «В лесу», Пятницкое шоссе, Московская область
- 2014 — офисное здание на улице Кульнева, г. Москва
- 2014 — многофункциональный комплекс «Лотос», ул. Одесская, г. Москва
- 2014 — Главный медиацентр Олимпийских игр в Сочи
- 2015 — Экспофорум, г. Санкт-Петербург (совместно с мастерской «Евгений Герасимов и партнеры»)
- 2015 — «ВТБ Ледовый дворец», г. Москва
- 2015 — Новое здание Московской городской думы, г. Москва
- 2015 — жилой комплекс «Водный», г. Москва
- 2016 — Комплекс апартаментов Atlantic Apartments, г. Москва
- 2016 — Многофункциональный комплекс Danilov Plaza, г. Москва
- 2016 — административно-деловой комплекс «Невская ратуша», г. Санкт-Петербург (совместно с мастерской «Евгений Герасимов и партнеры»)
- 2017 — отель Hyatt Regency Moscow Petrovsky Park, г. Москва
- 2017 — Большая спортивная арена Лужники (реконструкция), г. Москва
- 2017 — жилой комплекс «Wine House», г. Москва (совместно с ТПО «Резерв»)
- 2017 — башня «Федерация»
- 2018 — жилой комплекс «Фили-Град», г. Москва
- 2018 — жилой комплекс «Европа-сити», г. Санкт-Петербург (совместно с мастерской «Евгений Герасимов и партнеры»)
- 2018 — жилой комплекс «Пресня-Сити», г. Москва
- 2018 — ВТБ Арена (совместно с Manica Architecture)
- 2018 — жилой комплекс «Veren Place Советская», г. Санкт-Петербург
- 2019 — жилой комплекс «Царская площадь», г. Москва
- 2020 — жилой дом в составе комплекса «Садовые кварталы», г. Москва
- 2020 — жилой дом в составе комплекса «ЗИЛАРТ», г. Москва
- 2020 — многофункциональный комплекс «ВТБ Арена Парк», г. Москва (совместно с ТПО «Резерв»)

## Награды
- В 2009 году «Дом Бенуа», построенный в Санкт-Петербурге по проекту Сергея Чобана, стал победителем Best Building Awards в открытом общественном голосовании «Дом года: выбор народа».
- В 2011 году был награждён медалью Союза архитекторов России «За высокое зодческое мастерство» имени В. И. Баженова.
- В 2012 году на Международной выставке архитектуры «Арх Москва» вместе с Сергеем Кузнецовым был выбран «Архитектором года».
- В 2012 году проект i-city/i-land получил специальный приз жюри XIII Архитектурной Биеннале в Венеции.
- В 2013 году здание Музея архитектурного рисунка (Берлин, Германия) удостоено премий Iconic Awards 2013 и AR Emerging Architecture Awards, а также получил статус Highly Commended Всемирного архитектурного фестиваля в Сингапуре.
- В 2014 году Сергей Чобан получил премию жюри 40-го международного конкурса архитектурного рисунка KRob (США) и специальный приз жюри премии Американского общества архитектурных графиков (ASAI).
- В 2015 году Сергей Чобан стал лауреатом 30-го международного конкурса архитектурного рисунка «Аrchitecture in Perspective» Американского общества архитектурных графиков (ASAI), получив Award of Excellence в номинации «Рисунок с натуры» и премию Informal Category Award за лучший эскиз-фантазию.
- В 2016 году «Лучшими архитектурными проектами десятилетия» по версии премии PROESTATE Awards 2016 были признаны административный и бизнес-центр «Невская Ратуша» в Санкт-Петербурге (проект разработан совместно с «Евгений Герасимов и партнеры») и башня «Федерация»
- D 2017 году выставочный проект "«Здание года. Версия портала archdaily» удостоился премии XXII Международной выставки архитектуры и дизайна АРХ Москва «За лучшее архитектурное решение специальной экспозиции»
- В 2017 году проект реконструкции Большой спортивной арены «Лужники» удостоился премии SportEngineering AWARDS в номинации «Высокая спортивная архитектура»
- В 2017 году многофункциональный комплекс Neva Towers стал лауреатом премии International Property Awards 2017/2018
- В 2018 году удостоен Золотой медали Афинского архитектурного клуба
- В 2018 году стал лауреатом European Prize for Architecture 2018
- В 2018 году стал лауреатом премии «Русский Рим»
- В 2023 году клубный дом CULT в Москве, авторства бюро СПИЧ во главе с Сергеем Чобаном, стал прбедителем Международной премии Eurasian Prize в номинации Large-scale housing (конкурс «Архитектура»)[6].

## Выставки
Сергей Чобан — автор, куратор и участник многих выставок, в том числе в архитектурной галерее «Аедес» в Берлине, «Арх-Москва» в Москве. Он являлся куратором выставки «Чертежный архив Москвы», организованной галереей Института международных отношений Германии (IFA) и демонстрировавшейся в Берлине, Бонне и Штутгарте.
- 2004, музей архитектуры имени А. В. Щусева, Москва — «Археология Москвы С. Чобана»
- апрель 2005, галерея «Аедес», Берлин — «Сергей Чобан. Берлин-Москва. Новые проекты»
- декабрь 2005 — «Петер Швегер. Сергей Чобан. Башня „Федерация“»
- май 2007, музей Академии художеств, Санкт-Петербург — «Петер Швегер. Сергей Чобан. Архитектура для города»
- апрель 2014, Государственная Третьяковская галерея, Москва — «Только Италия!» (куратор экспозиции)
- ноябрь 2014, Государственный музей архитектуры имени А. В. Щусева, Москва — «Кузница большой архитектуры» (куратор экспозиции)
- январь 2015, Еврейский музей и Центр толерантности, Москва — «Теряя лицо», Ян Ванрит (автор экспозиции, совместно с архитектором Агнией Стерлиговой)
- 2015, выставка INTERNI, Милан — инсталляция «Living line» (совместно с Сергеем Кузнецовым и Агнией Стерлиговой)
- 2015, Всемирная выставка EXPO-2015, Милан — павильон Российской Федерации
- 2015, галерея Spazio FMG, Милан — персональная выставка «Realta e Fantasia»
- 2015, фестиваль «Архстояние», Звизжи, Калужская область — Музей сельского труда (совместно с Агнией Стерлиговой)
- 2016, выставка INTERNI, Милан — инсталляция Towers (совместно с Сергеем Кузнецовым и Агнией Стерлиговой)
- 2016, выставка АРХ Москва — инсталляция speech: norway (диплом «Лучший дизайн экспозиции»)
- 2016, Мультимедиа арт музей, Москва —выставка «Проект SPEECH» (к 10-летию архитектурного бюро SPEECH)
- 2016, Национальный институт графики, Рим — выставка «Только Италия. Архитектурный пейзаж с восемнадцатого века до наших дней»
- 2016, Государственная Третьяковская галерея, Москва — выставка «Вечный Рим» (совместно с Агнией Стерлиговой)
- 2016, Государственная Третьяковская галерея на Крымском валу, Москва — выставка «Кандинский. Контрапункт» (совместно с Агнией Стерлиговой)
- 2017, выставка INTERNI, Милан — инсталляция City DNA (совместно с Сергеем Кузнецовым и Агнией Стерлиговой, шорт-лист World Architecture Festival 2017)
- 2017, Государственная Третьяковская галерея на Крымском валу, Москва — выставка «Джорджо да Кирико. Метафизические прозрения» (совместно с Агнией Стерлиговой)
- 2017, Первая Российская молодёжная архитектурная биеннале, Казань — куратор, председатель жюри
- 2017, постоянная экспозиция Музея «Новый Иерусалим», Московская область — автор дизайна (совместно с Агнией Стерлиговой)
- 2018, Tokyo Art Museum — персональная выставка рисунков Dreams of Frozen Music
- 2018, Биеннале архитектурной графики, Римини, Италия — персональная выставка рисунков Capriccio Russo
- 2018, АРХ МОСКВА, Москва — инсталляция Living in Nature (диплом «Лучшая специальная экспозиция»)
- 2018, Музеи Ватикана — выставка «Русский путь. От Дионисия до Малевича» — автор дизайна (совместно с Агнией Стерлиговой)
- 2019, Архитектурный факультет Университета Цинхуа, Пекин — персональная выставка рисунков Drawing Building / Building Drawings
- 2019, Вторая Российская молодёжная архитектурная биеннале, Казань — куратор, председатель жюри
- 2019, Новая Третьяковка — дизайн экспозиции VIII Московской международной биеннале современного искусства
- 2019, ЦВЗ Манеж — выставка «Память поколений: Великая Отечественная война в изобразительном искусстве», автор дизайна экспозиции
- 2019, Министерство иностранных дел Бразилии, Бразилиа — выставка графики BRICS-Exhibition
- 2020, Институт графики, Рим — персональная выставка -исследование «Оттиск будущего. Судьба города Пиранези»

## Собственность
Сергей Чобан — владелец коллекции графики итальянских, французских и русских мастеров XVIII—XX веков. Рисунки из этой коллекции экспонировалась в Третьяковской галерее в рамках выставки «Только Италия! Архитектурная графика XVIII—XXI веков». В 2009 году он основал благотворительный фонд — Музей архитектурного рисунка в Берлине. Ныне является владельцем башни Федерация и Меркурий.

## Статьи
- «Мне не нужны никакие напарники» Как Сергей Чобан стал самым успешным российским архитектором. Афиша Город (26 августа 2013) Архивная копия от 28 февраля 2021 на Wayback Machine
- Сергей Чобан: туда и обратно. Мария Абакумова, Forbes (13 ноября 2009) Архивная копия от 13 августа 2020 на Wayback Machine